# 카르코타 왕조
카르코타 왕조(Karkota dynasty, 서기 625년 ~ 855년)는 7~8세기 동안 카슈미르 계곡과 인도 아대륙의 일부 북부 지역을 통치했던 왕조이다. 카르코타 왕조의 통치 기간 동안 카슈미르는 정치적 팽창과 경제적 번영을 누렸고 문화와 학문의 중심지로 부상했다.
카르코타의 통치자들은 그들의 영토에 비슈누를 위한 몇 개의 사원들을 건설했다. 그러나 그들은 또한 그들 아래에서 불교가 번성하도록 허락했다. 그들의 수도 유적에는 스투파, 차이티야, 그리고 비하라가 있다. 랄리타디티야는 오늘날 아난트낙구에 해당하는 지역에 마르탄 태양 사원을 지었다. 그것은 인도에서 가장 오래된 태양 사원이며, 그 당시에 가장 큰 사원 단지 중 하나이기도 했다.
아반티바르만은 855년 카슈미르의 왕위에 올라 웃팔라 왕조를 세우고 카르코타 왕조의 통치를 끝냈다.

## 같이 보기
- 인도의 역사